# Dendrophthoe ligulata
Dendrophthoe ligulata är en tvåhjärtbladig växtart som först beskrevs av Thw., och fick sitt nu gällande namn av Van Tiegh.. Dendrophthoe ligulata ingår i släktet Dendrophthoe och familjen Loranthaceae. Inga underarter finns listade i Catalogue of Life.